# The Greyest of Blue Skies
The Greyest of Blue Skies è il terzo album della band canadese post-grunge Finger Eleven. I singoli estratti furono First Time, Drag You Down e Bones + Joints. L'album è stato certificato disco d'oro in Canada nel 2001.

## Lista tracce
1. First Time - 4:26
2. Drag You Down - 3:21
3. My Carousel - 3:43
4. Sick of It All - 3:18
5. For the Ocean - 2:56
6. Broken Words - 3:27
7. Suffocate - 3:48
8. Bones + Joints - 3:47
9. Famous - 4:08
10. Walking in My Shoes (Depeche Mode Cover) - 3:52
11. Stay and Drown - 4:23

## Singoli estratti
- First Time
- Drag You Down
- Bones + Joints

## Curiosità
- Le tracce First Time, Drag You Down e Stay and Drown sono state utilizzate in uno dei film della saga di Dragon Ball Z.
- Il brano Suffocate è presente nella colonna sonora del film Scream 3.
- Sulla canzone Sick of It All si è esibita Linda Seppänen, una concorrente del talent show svedese Idol.
- A detta del vocalist Scott Anderson, The Greyest of Blue Skies è stato l'album più difficile da comporre dal punto di vista testuale.

## Formazione
- Scott Anderson - voce
- Sean Anderson - basso
- Rick Jackett - chitarra
- Rich Beddoe - batteria
- James Black - chitarra

- Arnold Lanni - produttore